# Das Traumschiff: Oman
Das Traumschiff: Oman ist ein deutscher Fernsehfilm unter der Regie von Michael Steinke, der am 1. Januar 2005 im ZDF als 49. Folge der Fernsehreihe Das Traumschiff erstausgestrahlt wurde.

## Handlung
Für Traumschiff-Kapitän Paulsen, seiner Crew und die Bordpassagiere geht es diesmal in den Oman. Im Mittelpunkt der Handlung stehen verschiedene Charaktere. Zum einen Natalie und Thomas Müller, die ohne ihre nervigen Schwiegereltern den Orient genießen wollen. Doch die erwartete Ruhe wird gestört, als Thomas’ Eltern Dagmar und Herbert unerwartet ebenfalls an Bord kommen und den Kindern fortan nicht mehr von der Seite weihen. Außerdem geht es um Lisa Schrader, die sich am Bord mit ihrem verheirateten Chef heimlich treffen wollte, um mit ihm einmal ungestört ihre Liebe zu genießen. Doch beim Einchecken erfährt sie, dass ihr Geliebter die Reise abgesagt hat, was Lisas Träume schnell platzen lässt. Sie übergibt einen letzten Abschiedsbrief per Flaschenpost an das Meer. Die dritte Geschichte dreht sich um die Wissenschaftlerin Dorothea Beckmann, die auf der Reise zwischen die Fronten mit ihrem Chef Erwin Gethmann gerät. Der schreckt sogar vor einer Entführung nicht zurück, um an ein Patent von Dorotheas Ex-Freund Andreas Merten zu kommen. Mit Hilfe von Kapitän Paulsen gelingt es Dorothea schließlich, Erwin Gethmann zu entlarven.

## Hintergrund
Das Traumschiff: Oman wurde vom 16. März 2004 bis zum 17. April 2004 in Oman gedreht. Produziert wurde der Film von der Polyphon Film- und Fernsehgesellschaft.

## Rezeption

### Einschaltquoten
Bei der Erstausstrahlung am 1. Januar 2005 wurde Das Traumschiff in Deutschland von 9,98 Millionen Zuschauern gesehen, was für das ZDF einen Marktanteil von 27,4 Prozent einbrachte.